# 京都盆地

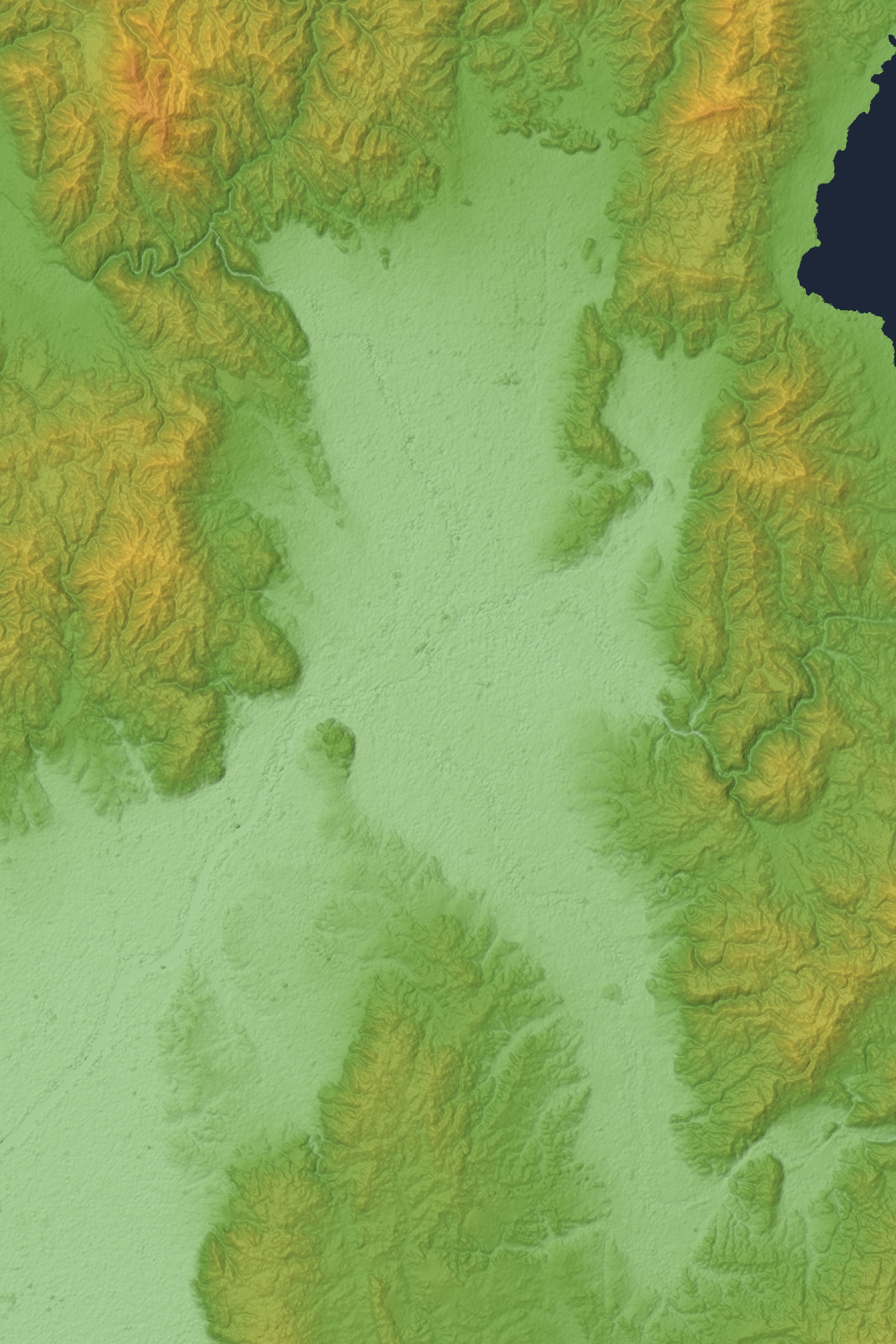
京都盆地の地形図

京都盆地（きょうとぼんち）は、京都府にある盆地。

## 概要
京都市北区、左京区を北限とし、東は京都市東山区、伏見区、宇治市に、西は京都市西京区、長岡京市、大山崎町、八幡市にいたる。南限は平城丘陵に接する木津川市まで。およそ旧山城国の中心部から南部を含有する広大な盆地である。三峠断層帯、西山断層帯、有馬-高槻構造線、花折断層などいくつもの断層の運動からできた盆地である。
旧国名に由来して、山城盆地とも呼ばれる。一方、広義の京都盆地（山城盆地）の南北を宇治川により分割し、北側を京都盆地、南側を山城盆地と呼ぶ例もみられる。
桂川が丹波高原から、鴨川が北山から、宇治川が滋賀県の琵琶湖より、木津川は三重県名張市から京都盆地に流れる。これらは八幡市の御幸橋付近で合流し、淀川として大阪湾に流れる。ちなみにこの合流地点は三川合流地帯として地元では有名である。
盆地特有の内陸性気候を有し、夏·冬で気温差が激しい。夏は日本有数の酷暑地帯である。